# Жёлтое (Одесская область)
Жёлтое (укр. Жовте) — село, относится к Ивановскому району Одесской области Украины.
Почтовый индекс — 67231. Телефонный код — 4854. Занимает площадь 0,259 км². Код КОАТУУ — 5121880703.

## Население
Население по переписи 2001 года составляло 61 человек.

### Языковой состав
Родной язык населения по данным переписи 2001 года:
| Язык       | Численность, чел. | Доля     |
| ---------- | ----------------- | -------- |
| Украинский | 46                | 75,40 %  |
| Гагаузский | 5                 | 8,20 %   |
| Русский    | 5                 | 8,20 %   |
| Молдавский | 3                 | 4,92 %   |
| Болгарский | 2                 | 3,28 %   |
| Итого      | 61                | 100,00 % |

## Местный совет
67231, Одесская обл., Ивановский р-н, с. Белка, переул. Школьный, 9